# خالد السفياني

### خالد السفياني(1952- ) محام و سياسيمغربيمن مواليد مدينةالقصر الكبير(المغرب).[2]
خالد السفياني هو محامٍ وناشط سياسي مغربي، معروف بنشاطه في الدفاع عن القضايا الوطنية والعربية والإسلامية.
حصل السفياني على شهادة في الحقوق من جامعة محمد الخامس وعمل محامياً ابتدء من فاتح مارس 1973، واشتهر بدفاعه عن قضايا حقوق الإنسان والقضايا الوطنية داخل و خارج المغرب و يُعتبر من أبرز المدافعين عن القضية الفلسطينية في المغرب، حيث لعب دورًا بارزًا في تنظيم ودعم الفعاليات المؤيدة لفلسطين والمعارضة للتطبيع مع (إسرائيل).
شغل السفياني العديد من المناصب في المنظمات والجمعيات الحقوقية،  كما كان له دور فاعل في الحركات الاجتماعية والسياسية في المغرب، وساهم في العديد من المبادرات المتعلقة بالدفاع عن الحريات وحقوق الإنسان.
بفضل نشاطه الواسع والمستمر، يُعد خالد السفياني أحد الأصوات البارزة في الساحة الحقوقية والسياسية في المغرب
تقلد العديد من المهام السياسية والنقابية منها:
- أمين عام سابق للمؤتمرالقومي العربي وعضو الأمانة العامة للمؤتمر القومي العربي منذ 1994
- المنسق العام  للمؤتمر القومي الإسلامي.
- رئيس المؤتمر العربي العام الذي يظم المؤتمرالقومي العربي ،المؤثمر القومي الاسلامي ، المؤثمر العام للاحزاب العربية، مؤسسة القدس الدولية و الجبهة التقدمية العربية .
- أمين سر مجلس رئاسة مؤسسة القدس.
- الأمين العام لمؤسسة محمد عبد الجابري للفكر و الثقافة .
- عضو مؤسس للجمعية المغربية لحقوق الإنسان.
- عضو مؤسس للمنظمة المغربية لحقوق الإنسان.
- رئيس سابق للجمعية المغربية لمساندة الكفاح الفلسطيني - التي دعت مجموعة من الفعاليات من بينها  مسيرة 7 أبريل 2002 بالرباط.
- المنسق السابق لمجموعة العمل الوطنية من أجل فلسطين.
- رئيس سابق للجنة الوطنية لمقاومة التطبيع بالمغرب.
- عضو مؤسس في المرصد المغربي لمناهضة التطبيع